# Центар за туризам, културу и спорт Сврљиг
| Центар за туризам, културу и спорт Сврљиг |                             |
|                                           |                             |
| Оснивач:                                  | Општина Сврљиг              |
| Седиште:                                  | Боре Прице 2, Сврљиг Србија |
| Директор:                                 | Драган Савић                |
| Контакт                                   | 018/821 059                 |
| Веб презентација                          |                             |

Центар за туризам, културу и спорт Сврљиг је једина установа културе у општини. Оснивач установе је Скупштина општине Сврљиг. Од почетка 2013. године тадашњи Kултурни центар у Сврљигу мења назив у Центар за туризам, културу и спорт, а истовремено му се делатност проширује и на туризам и спорт.

## Историја
Културни живот у Сврљигу настаје оснивањем Грађанске књижнице и читаонице 17. јуна 1935. године, а организована је у складу са правилима које је прописало Министарство просвете 1923. године. Kњижница је почела са скромних 20 чланова. Први председник читаонице и књижнице био је Жика Дикић, а секретар и благајник Живојин С. Илић, ћурчија.
Пре тога, почетком тридесетих година покренута је и иницијатива да се у Сврљигу подигне „културни дом”. Иницијативу су подржали, кажу историјски подаци, сврљишки трговци и занатлије, но због недостатка финасијских средстава, идеја није остварена. Читаонице су уочи Другог светског рата постојале и у појединим селима сврљишке општине.
И четрдесетак година касније, половином седамдесетих година прошлога века такође је у Сврљигу покренута иницијатива за изградњу Дома културе. Чак је уређен и идејни пројекат и макета будућег здања културе, али се на томе стало.

## Центар данас
У саставу Центра за туризам, културу и спорт ради градска библиотека са око 30 хиљада наслова белетристике, школске и стручне литературе, ради и Завичајна музејска збирка, која се бави сакупљањем, обрадом, заштитом и публиковањем музеалија: археологије, етнологије и историјских докумената сврљишког краја.
Центар за туризам, културу и спорт се бави и издавачком делатношћу. Установа је оснивач књижевног часописа „Бдење”, који излази од 2002. године. У оквиру образовне делатности ради ликовна секција, плесна школа и фолклорна секција, као и Шкoлa oснoвнoг музичкoг oбрaзoвaњa – истурeнo oдeљeњe Основне музичкe шкoлe „Влaдимир Ђoрђeвић” из Aлексинцa, ликовна секција, плесна школа и фолклорна секција.

## Организација манифестација
Установа организује и многобројне манифестације:
- Белмужијада је привредно -туристичка и културна манифестација одржава се од 2006. године, првог викенда у августу месецу.
- Јанијада представља такмичење у припремању јаније, традиционалног народног јела од младог јагњећег и овчјег меса.
- Сабор гајдаша се организује у сарадњи са Музиколошким институтом Српске академије наука и уметности, Kатедром за етномузикологију Факлутета музичке уметности у Београду, Етно-културолошком радионоциом Сврљиг, Српским етномузиколошким друштвом и Савезом аматера Србије. Основни циљ манифестације је да сачува овај стари музички инструмент, презентује и сачува још увек незабележана народна кола и подстакне младе ствараоце – гајдаше.[3]
- Сусрети села, после паузе од десетак година 2011. године обновљена је некада веома популарна манифестација Сусрети села.
- Дечји фестивал – манифестација посвећена деци која се одржава у другој половини августа. Састоји се од такмичења у играма, маскенбалу и певању (караоке). Одржава се на отвореном, у градском парку.[4]
- Видовдански турнир у малом фудбалу је најстарији турнир овог типа у Србији. Одржава се од 1957. године без паузе, а од 2009. године организација је поверена Центру за туризам, културу и спорт. Такмичење се организује у више старосних категорија (сениори, ветерани, пионири, петлићи и цицибани).
- Божићни фестивал чини низ културних догађања поводом Божића, а у основи је хуманитарног карактера.
- Ликовна колонија „Ars Timacum”, основана је 2002. године, са циљем да афирмише ову уметност. Од оснивања до данас на колонији је учествовало више од сто уметника из Србије и околних земаља. Kолонија данас располаже са богатим фондом уметничких дела насталих на досадашњим колонијама.